# Jean Pucelle
Pour les articles homonymes, voir Pucelle.
Jean Pucelle (mort en 1334) est un enlumineur français, actif à Paris entre 1319 et 1334.
Son nom apparaît dans plusieurs documents d'archives et deux manuscrits enluminés. Quelques autres ouvrages lui sont attribués, en personne ou à son atelier. Empreint d'influence italienne, son art influence durablement l'enluminure parisienne tout au long du XIVe siècle.

## Biographie

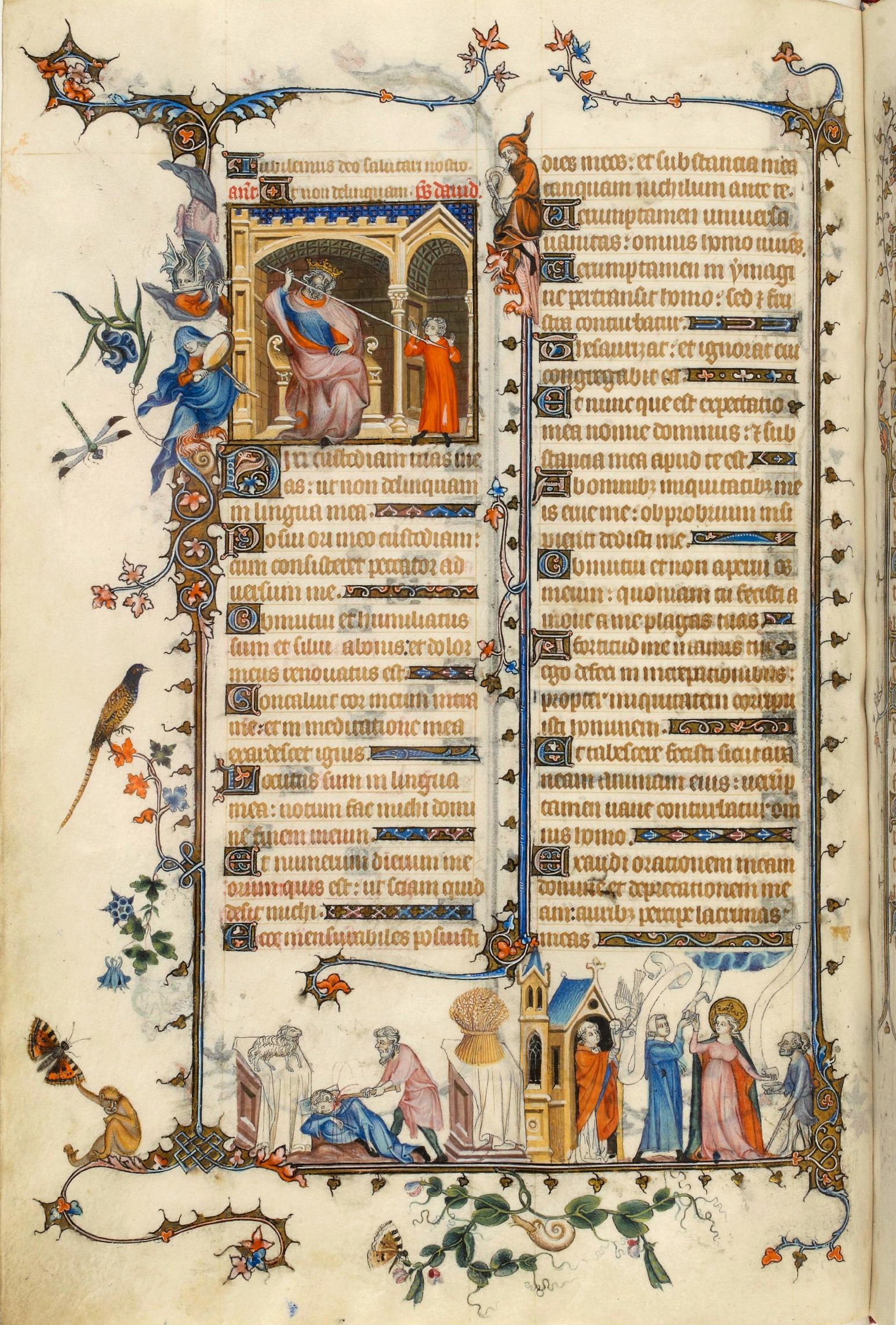
Jean Pucelle et atelier, Bréviaire de Belleville (vers 1323-1326), David devant Saül. Paris, BnF, ms. latin 10483-10484, vol. 1, folio 37r.

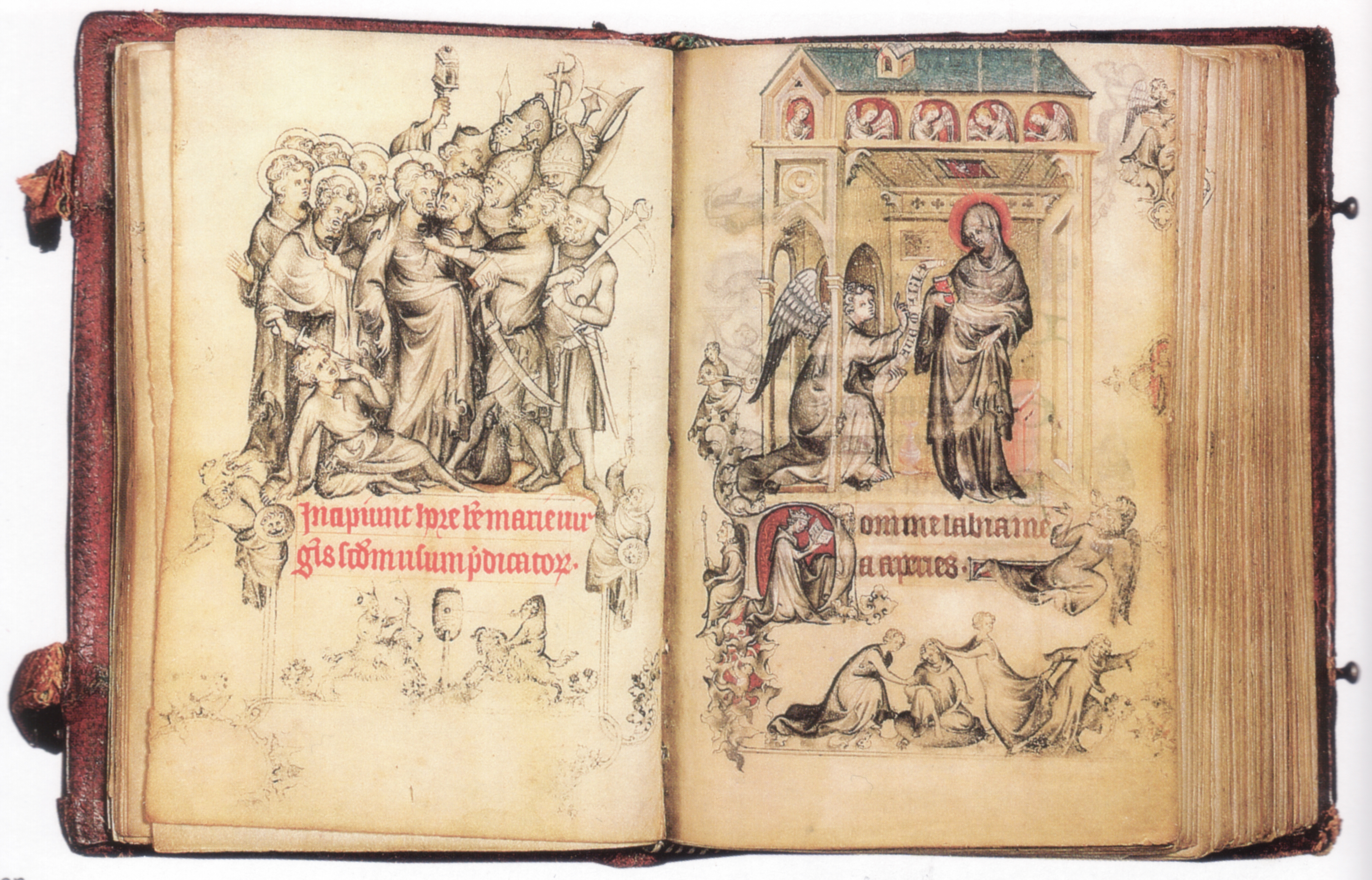
Jean Pucelle, Heures de Jeanne d'Évreux (vers 1324-1328), l'Arrestation du Christ et l'Annonciation, New York, The Metropolitan Museum of Art, The Cloisters, Acc.54.1.2, folio 15v-16.

Le peintre et enlumineur est mentionné pour la première fois, entre 1319 et 1324, dans les comptes de la confrérie parisienne de Saint-Jacques-aux-Pèlerins. Chargé d'en dessiner le sceau, il est rémunéré à ce titre.
Selon certains historiens de l'art, il aurait effectué vers 1322 un voyage en Toscane, et notamment à Sienne. 
Deux manuscrits contiennent des mentions établissant la participation de Jean Pucelle. Le Bréviaire de Belleville, réalisé entre 1323 et 1326, comporte des notes marginales qui précisent que Pucelle a payé une somme élevée à des collaborateurs pour la réalisation d'enluminures, ce qui indique qu'il dirige alors un important atelier. Une bible écrite par Robert de Billing contient un colophon stipulant qu'il a enluminé l'ouvrage en 1327 avec deux autres artistes appelés « Anciau de Cens et Jacquet Maci ». Enfin, un document d'archives atteste sa mort en 1334.

## Style
Jean Pucelle introduit dans l'enluminure parisienne, jusqu'alors répétitive, une nouvelle conception de l'espace. Elle s'inspire de la peinture italienne, plus particulièrement de l'art siennois et de Duccio di Buoninsegna, dont elle reprend en outre le sens plastique. Cette inspiration italienne s'avère telle que certains historiens ont même avancé l'hypothèse qu'il pourrait s'agir d'un artiste italien venu s'installer à Paris nommé Giovanni Pucelli.
Il insuffle un nouvel élan qui se perpétuera jusqu'à la fin du XIVe siècle chez de nombreux suiveurs, dont le plus célèbre est Jean le Noir. Cependant, les rares manuscrits qui lui sont attribués mettent en évidence un style très hétérogène. La part de ses collaborateurs s'avère si difficile à déterminer qu'on préfère parler d'un « style pucellien ».

## Œuvres
- Bréviaire de Blanche de France, vers 1324, Rome, Bibliothèque apostolique vaticane, Urb.603 ;
- Heures de Jeanne d'Évreux, offert par Charles IV le Bel à son épouse, vers 1325-1328, New York, The Cloisters, Acc.54.1.2. Entièrement de la main de Jean Pucelle, ce livre d'heures constitue son chef-d'œuvre. De dimensions exceptionnellement réduites, il comporte de nombreuses enluminures en pleine page et des drôleries marginales exécutées en grisaille, sa technique de prédilection. Le goût du naturalisme, l'attention nouvelle portée à l'expression des personnages et le souci de profondeur spatiale constituent une révolution plastique sans précédent dans la peinture française ;
- Bréviaire de Belleville provenant du prieuré Saint-Louis de Poissy, vers 1323-1326, Paris, Bibliothèque nationale de France (BnF), ms. latin 10483-10484. Fermoir en or aux armes de France. Jean Pucelle et atelier ;
- Bible de Robert de Billyng, 1327, Paris, BnF, ms. latin 11935. Jean Pucelle et son atelier ;
- Miracles de Nostre Dame (livres I et II) rédigés par Gautier de Coincy pour Jeanne de Bourgogne, Paris, BnF, NAF 24541[6].